# Alexandra Oquendo
Alexandra Oquendo (Guaynabo, 3 febbraio 1984) è un'ex pallavolista portoricana, di ruolo centrale.

## Carriera

### Club
Alexandra Oquendo inizia a giocare a pallavolo all'età di sette anni. Dopo diverse stagioni nelle categorie minori, nel 2000 inizia la carriera professionistica con le Criollas de Caguas. In tre stagioni vince altrettante volte la Liga de Voleibol Superior Femenino. Dal 2002 al 2005 si trasferisce per motivi di studio negli Stati Uniti d'America, dove prende parte alla NCAA Division I senza ottenere grandi risultati con la Georgia.
Dal 2006 al 2008 torna a giocare nel campionato portoricano con le Criollas de Caguas, con cui disputa altre due finali di campionato, perse contro le Valencianas de Juncos e le Pinkin de Corozal. Nella stagione 2008-09 viene ingaggiata per la prima volta da un club europeo, il JAV Olímpico, nella Superliga Femenina de Voleibol. Nella stagione 2010 fa per la seconda volta ritorno nelle Criollas de Caguas. 
Nella stagione 2010-11 viene ingaggiata nuovamente in Europa, questa volta dalle azere del Baku. Nella stagione 2012 fa per la terza volta ritorno alle Criollas de Caguas, disputando un'altra finale di campionato. Nel corso del campionato 2015 non scende mai in campo a causa di un infortunio al ginocchio, che porta le Criollas de Caguas alla decisione di sciogliere il suo contratto; qualche giorno dopo viene immediatamente ingaggiata dalle Leonas de Ponce, pur non potendo scendere in campo. 
Nel campionato 2016 approda invece alle Lancheras de Cataño. Nel campionato seguente, quando la sua franchigia cede il proprio titolo sportivo alle città di Aibonito, approda alle neonate Polluelas de Aibonito, dove conclude la propria carriera.

### Nazionale
Nel 2001 fa il suo esordio in nazionale, con cui nel 2006 vince la medaglia di bronzo ai XX Giochi centramericani e caraibici e nel 2009 conquista la medaglia di bronzo alla Coppa panamericana ed è finalista al campionato nordamericano, mentre un anno dopo è finalista ai XXI Giochi centramericani e caraibici.
Successivamente vince la medaglia di bronzo alla Coppa panamericana 2014, alla NORCECA Champions Cup 2015 e al campionato nordamericano 2015, seguite dall'argento alla Coppa panamericana 2016.

## Palmarès

### Club
- Campionato portoricano: 3

2000, 2001, 2002

### Nazionale (competizioni minori)
- Giochi centramericani e caraibici 2006
- Coppa panamericana 2009
- Giochi centramericani e caraibici 2010
- Coppa panamericana 2014
- NORCECA Champions Cup 2015
- Coppa panamericana 2016